# 16 East Broad Street
16 East Broad Street (también conocido como Hayden Building) es un edificio en Capitol Square en el Downtown de la ciudad de Columbus, en el estado de Ohio (Estados Unidos). Terminado en 1901, el edificio tiene una altura de 51 m, con 13 pisos. Se mantuvo como el edificio más alto de la Columbus hasta que fue superado por el vecino 8 East Broad Street en 1906. Ambos edificios fueron diseñados en estilo neoclásico por Frank Packard.
De 1927 a 1939, el undécimo piso sirvió como oficina para la National Football League. Joseph F. Carr, nativo de Columbus, era presidente de la NFL en ese momento.